# 반지의 제왕: 반지 원정대 (비디오 게임)
반지의 제왕: 반지 원정대(The Lord of the Rings: The Fellowship of the Ring)는 WXP가 엑스박스용으로 개발한 액션 어드벤처 게임이다. J. R. R. 톨킨의 반지의 제왕의 첫번째 소설인 반지 원정대를 바탕으로 만들었다. 포켓 스튜디오는 게임보이 어드밴스, 소리얼 소프트웨어는 플레이스테이션 2 및 마이크로소프트 윈도우용으로도 개발하였다.
이 게임은 반지의 제왕: 반지 원정대가 개봉하고 1년 후, 반지의 제왕: 두 개의 탑이 개봉하기 1주일전에 출시되었지만 영화와는 아무 관련이 없다. 이는 당시 비방디가 톨킨 엔터프라이즈와 협력하여 톨킨의 문학 작품의 비디오 게임 각색에 대한 권리를 보유하고 있는 반면 일렉트로닉 아츠의 게임들은 뉴 라인 시네마 영화의 비디오 게임 각색에 대한 권리를 보유하고 있기 때문이다.

## 평가
| 평론 점수 평론사 점수 GBA PC PS2 엑스박스 유로게이머 4/10 [ 2 ] 게임 인포머 3/10 [ 3 ] 게임스팟 2.1/10 [ 4 ] 5.7/10 [ 5 ] 5.5/10 [ 6 ] 5.7/10 [ 7 ] 게임스파이 [ 8 ] [ 9 ] [ 10 ] [ 11 ] 게임존 7.4/10 [ 12 ] 8/10 [ 13 ] IGN 6/10 [ 14 ] 6.5/10 [ 15 ] 7.5/10 [ 16 ] 6.7/10 [ 17 ] 닌텐도 파워 2.8/5 [ 18 ] OPM (US) [ 19 ] OXM (US) 7/10 [ 20 ] PC 게이머 (US) 68% [ 21 ] 통합 점수 메타크리틱 51/100 [ 22 ] 59/100 [ 23 ] 59/100 [ 24 ] 59/100 [ 25 ] |        |        |        |          |
| 평론 점수 |        |        |        |          |
| 평론사 | 점수   | 점수   | 점수   | 점수     |
| 평론사 | GBA    | PC     | PS2    | 엑스박스 |
| 유로게이머 |        |        |        | 4/10     |
| 게임 인포머 |        |        | 3/10   |          |
| 게임스팟 | 2.1/10 | 5.7/10 | 5.5/10 | 5.7/10   |
| 게임스파이 | [ 8 ]  | [ 9 ]  | [ 10 ] | [ 11 ]   |
| 게임존 |        |        | 7.4/10 | 8/10     |
| IGN | 6/10   | 6.5/10 | 7.5/10 | 6.7/10   |
| 닌텐도 파워 | 2.8/5  |        |        |          |
| OPM (US) |        |        | [ 19 ] |          |
| OXM (US) |        |        |        | 7/10     |
| PC 게이머 (US) |        | 68%    |        |          |
| 통합 점수 |        |        |        |          |
| 메타크리틱 | 51/100 | 59/100 | 59/100 | 59/100   |